# Amarok (software)
Amarok este un player muzical liber pentru Linux și alte sisteme de operare Unix-like. Amarok utilizează componente de bază ale KDE dar este publicat independent.
Deși Amarok are ca logo un lup, iar amarok sau amaroq înseamnă chiar lup în inuktitut, la origini Amarok a fost numit după albumul Amarok al lui Mike Oldfield. Dacă cântecul Amarok este redat, o fereastră cu informații despre nume va apărea. Numele original a fost amaroK, dar a fost schimbat în Amarok în Iunie 2006.

## Istorie
Proiectul a fost început de Mark Kretschmann pentru a îmbunătăți XMMS, din cauza unor probleme de uzabilitate.

## Scopuri
Motto-ul Amarok este Redescoperă-ți muzica, și dezvoltarea sa este bazată pe această idee. Caracteristicile importante ale Amarok, precum unicul browser de context, afișarea integrată a paginilor Wikipedia și a versurilor ajută utilizatorii să găsească muzică nouă și să afle mai multe despre muzica pe care o au. De asemenea Amarok suportă integrarea cu last.fm, oferind utilizatorilor sugestii despre cântecele asemănătoare, care să fie următorul cântec și ce artist s-ar putea potrivi stării de spirit. Amarok mai oferă și integrare cu Magnatune, lucru care permite ascultarea gratuită a muzicii din catalog, și cumpărarea muzicii ca fișiere audio fără DRM.

## Funcționalități
Amarok servește mai multe funcții în afară de a reda fișiere muzicale. Spre exemplu, poate fi utilizat pentru a organiza muzica în directoare după gen, artist și album, poate edita informațiile(tagurile) atașate majorității tipurilor de fișier audio, poate asocia poze albumelor și atașa versuri. Prima folosire a Amarok poate fi greoaie pentru unii utilizatori. Abundența de funcționalități a atras critici ce susțin că Amarok consumă multe resurse.